# سيكرتاريت (حصان)
سيكرتاريت (بالإنجليزية: Secretariat؛ 30 مارس 1970 – 4 أكتوبر 1989)، والمعروف أيضًا باسم بيج ريد (بالإنجليزية: Big Red)، حصان سباق أصيل أمريكي بطل وكان الفائز التاسع في التاج الثلاثي الأمريكي، حيث سجل ولا يزال أسرع رقم قياسي في جميع السباقات الثلاثة المكونة له. أصبح أول فائز بالثلاثية منذ 25 عامًا، ويعتبر فوزه القياسي في سباق بلمونت ستيكس، والذي فاز به بفارق 31 طولًا، أعظم سباق على الإطلاق خاضه حصان سباق أصيل. خلال مسيرته في السباقات، فاز بخمس جوائز إكليبس، بما في ذلك جائزة حصان العام في عمر سنتين وثلاث سنوات. يُعتبر على نطاق واسع أحد أعظم خيول السباق على مر العصور، وتم ترشيحه للمتحف الوطني للسباق وقاعة المشاهير في عام 1974. في قائمة مجلة حصان الدم لأفضل 100 حصان سباق أمريكي في القرن العشرين، جاء سيكرتاريت في المركز الثاني بعد مان أو وار.
في عمر الثانية، احتل سيكرتاريت المركز الرابع في أول سباق له عام 1972، لكنه فاز بعد ذلك بسبعة من سباقاته الثمانية المتبقية، بما في ذلك خمسة انتصارات في سباقات الرهان. خسارته الوحيدة خلال هذه الفترة كانت في سباق سباقات الشمبانيا، حيث احتل المركز الأول ولكن تم استبعاده إلى المركز الثاني بسبب التدخل. حصل على جائزة إكليبس لأفضل مهر يبلغ من العمر عامين، وكان أيضًا حصان العام في عام ‏ 1972، وهو شرف نادر لحصان صغير السن.
في سن الثالثة، لم يفز سيكرتاريت بالثلاثية فحسب، بل حقق أيضًا أرقامًا قياسية في السرعة في جميع السباقات الثلاثة. لا يزال وقته في كنتاكي ديربي قائمًا باعتباره الرقم القياسي لسباقات تشرشل داونز11⁄4 ميل، ووقته في سباق بلمونت ستيكس يمثل الرقم القياسي الأمريكي لـ11⁄2 ميل على التراب. في عام 2012، تم الاعتراف بوقته الفعلي البالغ 1:53 في سباق بريكنيس ستيكس باعتباره رقمًا قياسيًا للسباق بعد المراجعة الرسمية.
حقق فوز سيكرتاريت في سباق جوثام ستيكس الرقم القياسي للسباق لمسافة ميل واحد، كما سجل رقمًا قياسيًا عالميًا في كأس مارلبورو في 11⁄8 ميل وأثبت تنوعه من خلال الفوز بسباقين رئيسيين على العشب. خسر ثلاث مرات في ذلك العام: في سباقات ود ميموريال، وويتني، وودوارد ستيكس، لكن تألقه في انتصاراته التسعة جعله رمزًا أمريكيًا. فاز بلقب حصان العام للمرة الثانية، بالإضافة إلى جوائز أكلبس لأفضل مهر يبلغ من العمر ثلاث سنوات وجائزة أفضل حصان عشبي.
في بداية عامه الثالث، تم بيع سيكرتاريت بمبلغ قياسي بلغ 6.08 مليون دولار (ما يعادل 35 دولار) مليون دولار في 2020، بشرط أن يتقاعد عن السباق بحلول نهاية العام. على الرغم من أنه أنجب العديد من خيول السباق الناجحة، إلا أن تأثيره كان في نهاية المطاف من خلال ذرية بناته، ليصبح والد الخيول الأم الرائد في أمريكا الشمالية في عام 1992. أنتجت بناته العديد من الآباء البارزين، بما في ذلك قطة العاصفة، وإيه بي إندي ‏، وغن ويست، ديهير، وعاصفة صيفية، وتاج الزعيم، ومن خلالهم ظهر سيكرتاريت في سلسلة نسب العديد من الأبطال المعاصرين. توفي سيكرتاريت في عام 1989 نتيجة لالتهاب الحافر في سن 19.

## الخلفية
تم تربية سيكرتاريت رسميًا بواسطة مزرعة كريستوفر تشينيري ميدو، ولكن تم ترتيب التكاثر في الواقع بواسطة بيني تشينيري (المعروفة آنذاك باسم بيني تويدي)، التي تولت إدارة الإسطبل في عام 1968 عندما مرض والدها. تم تربية سيكرتاريت بواسطة بولد رولار وكانت أمه سمثينجرويال، ابنة برينسيكيلو. كان بولد رولار هو الأب الرائد في أمريكا الشمالية من عام 1963 إلى عام 1969 ومرة أخرى في عام 1973. كان بولد رولار مملوكًا لعائلة فيبس، وكان يتمتع بالسرعة والقدرة على التحمل، حيث فاز بسباق بريكنيس ستيكس ‏ وجائزة حصان العام في عام 1957، وجائزة حصان سباق السرعة الأمريكي البطل في عام 1958. تم إحالة بولد رولير إلى التقاعد للتربية في مزرعة كلايبورن، ولكن عائلة فيبس كانت تمتلك معظم الأفراس التي تم تربية بولد رولير معها، وتم بيع عدد قليل من نسله في مزاد علني.
ولإدخال دماء جديدة إلى برنامج التربية الخاص بهم، كانت عائلة فيبس تتفاوض أحيانًا على اتفاقية تقاسم المهر مع مالكي الأفراس الآخرين: بدلًا من فرض رسوم تربية على بولد رولير، كانوا يرتبون عمليات تزاوج متعددة مع بولد رولير، إما مع فرسين في عام واحد أو فرس واحدة على مدى فترة عامين. بافتراض إنتاج مهرتين، فإن عائلة فيبس ستحتفظ بواحد وسيحتفظ مالك الفرس بالآخر، مع إجراء قرعة لتحديد من سيحصل على الاختيار الأول.
وبموجب هذا الترتيب، أرسلت تشينيري فرسين ليتم تربيتهما في بولد رولير في عام 1968، هاستي ماتيلدا وسامثينجرويال. ثم أرسلت سيكيدا و سمثينجرويال في عام 1969. نصت اتفاقية تقاسم المهر على أن الفائز في قرعة العملة سيحصل على الاختيار الأول للمهر المنتج في عام 1969، في حين سيحصل الخاسر في القرعة على الاختيار الأول للمهر المستحق في عام 1970. في ربيع عام 1969، تم إنتاج مهر ومهرة. في موسم التكاثر لعام 1969، لم تحمل سيكادا، ولم يتبق سوى مهر واحد كان من المقرر أن يولد في ربيع عام 1970. وبالتالي، فإن الفائز في قرعة العملة سيحصل على مهر واحد فقط (الاختيار الأول من عام 1969)، وسيحصل الخاسر على اثنين (الاختيار الثاني من عام 1969 والمهر الوحيد من عام 1970). صرح تشينيري لاحقًا أن كلا المالكين كانا يأملان في خسارة قرعة العملة المعدنية، والتي أقيمت في خريف عام 1969 في مكتب رئيس جمعية سباقات نيويورك ألفريد جي فاندربيلت الثاني، بحضور آرثر «بول» هانكوك من مزرعة كلايبورن كشاهد. فاز أوجدن فيبس بالقرعة وحصل على المهرة المولودة عام 1969 من سمثينجرويال. تم تسمية المهرة بالعروس ولم تفز بأي سباق على الإطلاق، على الرغم من أنها أصبحت فيما بعد منتجة للرهانات. حصلت تشينيري على المهر هاستي ماتيلدا في عام 1969 والمهر الذي لم يولد بعد عام 1970 من سامثينجرويال، والذي تبين أنه سيكرتاريت.

### السنوات الأولى
في 30 مارس 1970، الساعة 12:10 في مزرعة المرج في مقاطعة كارولين، فيرجينيا، أنجبت سمثينجرويال مهرًا كستنائيًا أحمر لامعًا بثلاثة جوارب بيضاء ونجمة ذات شريط ضيق. وقف المهر عندما كان عمره 45 دقيقة ورضع بعد 30 دقيقة. حضر هوارد جينتري، مدير مزرعة ميدو، الولادة، وقال لاحقًا: «كان مهرًا رائعًا. كان من أروع المهرات التي أنجبتها على الإطلاق.» وسرعان ما تميّز المهر عن غيره. وقال روبرت، ابن شقيق جينتري، الذي كان يعمل أيضًا في المزرعة: «لقد كان دائمًا هو القائد في الحشد». بالنسبة لنا، كان «بيج ريد» يتمتع بشخصية مميزة. كان مهرجًا، ودائمًا ما كان يقطع، ودائمًا ما يتصرف بغرابة. بعد فترة، ألقت تشينيري نظرة أولى على المهر، ودونت كلمة واحدة في دفتر ملاحظاتها: «يا إلهي!»
وفي ذلك الخريف، عملت تشينيري وإليزابيث هام، سكرتيرة المرج لفترة طويلة، معًا لتسمية المهر الذي فُطِم حديثًا. كانت المجموعة الأولى من الأسماء المقدمة إلى نادي الجوكي (صولجان، ورويال لاين، وشيء مميز) تعتمد على أسماء والده وأمه، ولكن تم رفضها. المجموعة الثانية، والتي تم تقديمها في يناير 1971، كانت ألعاب الحظ، وDeo Volente («إن شاء الله»)، وسيكرتاريت، وقد اقترحت هام المجموعة الأخيرة بناءً على وظيفتها السابقة المرتبطة بأمانة عصبة الأمم (سلف الأمم المتحدة).

## المظهر والتكوين
نشأ سيكرتاريت ليصبح حصانًا ضخمًا وقويًا يُقال إنه يشبه والد والد والده، ديسكفري. كان طوله 16.2 اليدين عند نموها الكامل. كان معروفًا بتوازنه الاستثنائي، ووصفه البعض بأنه يتمتع ببنية جسدية «شبه مثالية» وميكانيكا حيوية للخطوة. كان صدره كبيرًا جدًا لدرجة أنه كان يتطلب حزامًا مصنوعًا خصيصًا له، وكان معروفًا بأرجله الخلفية الكبيرة والقوية والعضلية. قال عنه مدرب أسترالي: «إنه حصان لا يصدق، إنه حصان مثالي تمامًا. لم أرَ شيئًا مثله من قبل.»
كان غياب العيوب التكوينية الرئيسية في سيكرتاريت أمرًا مهمًا، حيث أن الخيول ذات الأطراف والأقدام المشكلة جيدًا أقل عرضة للإصابة. كانت مؤخرة سيكرتاريت هي المصدر الرئيسي لقوته، مع وجود عجز مائل يمتد على طول عظم الفخذ. عندما كان في خطوة كاملة، كانت رجليه الخلفيتين قادرتين على الوصول إلى مسافة بعيدة تحت نفسه، مما زاد من دافعه. ساهم محيطه الواسع وظهره الطويل ورقبته المتينة في كفاءة قلبه ورئتيه.
إن كيفية تلاؤم أجزاء جسم سيكرتاريت معًا حدَّدت كفاءة خطوته، مما أثر على تسارعه وقدرته على التحمل. حتى الاختلافات الطفيفة في طول وزوايا العظام يمكن أن يكون لها تأثير كبير على الأداء. كان سيكرتاريت يتمتع ببنية جسدية جيدة حتى في سن الثانية، وبحلول سن الثالثة، كان قد نضج جسديًا بشكل أكبر وأصبحت مشيته أكثر سلاسة. قام الدكتور م. أ. جيلمان، من جمعية سباقات نيويورك، وهو طبيب بيطري دأب على قياس الخيول الأصيلة الرائدة بهدف تطبيق العلم لابتكار طرق أفضل لتربية وتقييم خيول السباق، بقياس تطور سيكرتاريت من سنتين إلى ثلاث سنوات على النحو التالي:
| القياس                                         | أكتوبر في عمر سنتين   | أكتوبر في سن الثالثة |
| ---------------------------------------------- | --------------------- | -------------------- |
| الارتفاع (عند الكتف)                           | (64.75 بوصة، 164 سـم) | (65.5 بوصة، 166 سـم) |
| نقطة الكتف إلى نقطة الكتف (عرض الصدر)          | 16 بوصة (41 سـم)      | 16.5 بوصة (42 سـم)   |
| محيط (حول مركز الثقل)                          | 74 بوصة (188 سـم)     | 76 بوصة (193 سـم)    |
| الكاهل إلى نقطة الكتف                          | 28 بوصة (71 سـم)      | 28.5 بوصة (72 سـم)   |
| الكوع إلى الأرض (طول الساق)                    | 37.5 بوصة (95 سـم)    | 38.5 بوصة (98 سـم)   |
| نقطة الكتف إلى نقطة الورك                      | 46 بوصة (117 سـم)     | 49 بوصة (124 سـم)    |
| نقطة الورك إلى نقطة الورك                      | 25 بوصة (64 سـم)      | 26 بوصة (66 سـم)     |
| نقطة الورك إلى الركبة                          | 40 بوصة (100 سـم)     | 40 بوصة (100 سـم)    |
| نقطة الورك إلى الأرداف                         | 24 بوصة (61 سـم)      | 24 بوصة (61 سـم)     |
| من الرأس إلى الكتف (طول الرقبة)                | 40 بوصة (100 سـم)     | 40 بوصة (100 سـم)    |
| الأرداف (الخناق) إلى الأرض (الارتفاع في الخلف) | 53.5 بوصة (136 سـم)   | 55.5 بوصة (141 سـم)  |
| من نقطة الكتف إلى نقطة الأرداف (طول الجسم)     | 68 بوصة (173 سـم)     | 69.5 بوصة (177 سـم)  |
| محيط المدفع تحت الركبة                         | 8.25 بوصة (21.0 سـم)  | 8.5 بوصة (22 سـم)    |

اعتُبر طول خطوة سيكرتاريت كبيرًا حتى بعد مراعاة بنيته الضخمة وبنيته القوية. أثناء تدريبه لسباق بريكنس ستيكس، قُيست خطوته بـ 24 قدمًا و11 بوصة. سمحت له عضلاته الخلفية القوية بإطلاق سرعة «مُدمرة»، ولأنه كان يتمتع بعضلات قوية وقدرة قلبية كبيرة، فقد كان بإمكانه التفوق على منافسيه في أي نقطة تقريبًا من السباق.
كان وزنه قبل سباق جوثام ستيكس في أبريل 1973 هو 1,155 رطل (524 كـغ). بعد إكماله التاج الثلاثي الشاق، انخفض وزنه في 15 يونيو بمقدار 24 رطلاً فقط، ليصل إلى 1,131 رطل (513 كـغ). كان سيكرتاريت معروفًا بشهيته — خلال حملته التي استمرت ثلاث سنوات، كان يأكل 15 كوارتًا أمريكيًا (14 لتر) من الشوفان يوميًا — وللحفاظ على عضلاته في حالة جيدة، كان يحتاج إلى تدريبات سريعة يمكن أن تفوز بالعديد من سباقات المخاطر.
قال سيث هانكوك ‏ من مزرعة كلايبورن ذات مرة:
«هل تريد أن تعرف من هو سكرتارية من الناحية البشرية؟ تخيل أعظم رياضي في العالم. الأعظم. الآن، اجعل طوله ستة أقدام وثلاث بوصات، الطول المثالي. اجعله ذكيًا ولطيفًا للغاية. وفوق كل ذلك، اجعله أجمل رجل على الإطلاق. لقد كان كل هذه الصفات كحصان.»

## مسيرة السباق
شاركت سيكرتاريت في السباق بألوان ميدو ستابلز الزرقاء والبيضاء المميزة. لم يشارك في سباقات وهو يرتدي ضمادات المضمار، لكنه كان يرتدي عادةً غطاءً للعينين، وذلك لمساعدته على التركيز في الغالب، ولكن أيضًا لأنه كان يميل إلى الركض نحو السور أثناء السباقات. في يناير 1972، انضم إلى إسطبل الشتاء للمدرب لوسيان لورين في هاليه. اكتسبت سيكرتاريت سمعة طيبة باعتبارها حصانًا لطيفًا ومحبوبًا وغير منزعج في الحشود أو من خلال الاصطدام الذي يحدث بين الخيول الصغيرة. كان لديه بنية جسدية تشبه بنية العداء، لكنه كان في البداية محرجًا وغير ماهر. كان يتفوق عليه في كثير من الأحيان زملائه في الإسطبل الأكثر ذكاءً، حيث كان يركض ربع ميل في 26 ثانية مقارنة بـ 23 ثانية لأقرانه. كان راكبو التدريب المنتظمون لديه هم جيم غافني وتشارلي ديفيس. لم يكن ديفيس معجبًا في البداية. «لقد كان شخصًا سمينًا للغاية»، قال ديفيس. أعني، كان ضخم الجثة. لم يكن في عجلة من أمره لفعل أي شيء. كان يأخذ وقته. كانت الجودة موجودة، لكنه لم يُظهرها إلا عندما أراد ذلك. مع ذلك، تذكر غافني أول رحلة له على متن دراجة سكريتارييت في أوائل عام 1972 قائلاً: «كان معي هذه الآلة الحمراء الكبيرة، ومنذ ذلك اليوم الأول عرفت أنه يتمتع بقوة لم أشعر بها من قبل. ...»
وكان العريس إيدي سويت عضوًا مهمًا آخر في فريق سيكرتاريت، حيث قدم معظم الرعاية العملية اليومية. قال سويت لمراسل ذات مرة: «أعتقد أن السائس أقرب إلى الحصان من أي شخص آخر. ربما يراه المالك والمدرب مرة واحدة يوميًا. لكنني عشت معه وعملت معه.»
أرسل لورين تحديثات منتظمة إلى تشينري حول تقدم سيكرتاريت، قائلاً إن المهر لا يزال يتعلم الجري، أو أنه لا يزال بحاجة إلى التخلص من دهون الحمل. تذكر تشينري أنه عندما كان سيكرتاريت في التدريب، قال لوسيان ذات مرة: «مهركِ الكبير بولد رولير لا يُريني شيئًا. إنه لا يستطيع التفوق على رجل سمين في الجري.» لكن سيكرتاريت أحرزت تقدمًا ثابتًا خلال الربيع. في 6 يونيو، ارتدى غمامات لأول مرة للحفاظ على تركيزه، واستجاب بتمرين نصف ميل في 47 3⁄5 ثانية كاملة. في 24 يونيو، ركض «رصاصة»، أسرع تمرين في اليوم، على مسافة 6 فيرلونغ في دقيقة واحدة و1:12 4⁄5 ثانية على مضمار غير مستوٍ. اتصلت لورين بتشينري في منزلها في كولورادو وأخبرتها أن سيكرتاريت جاهزة للسباق.

### 1972: موسم السنتين
في بدايته الأولى في 4 يوليو 1972، في مضمار سباق أكويدكت، أصبح سيكريتاري هو المرشح الأوفر حظًا بنتيجة 3-1. في البداية، قام حصان يدعى كيبيك بالتقدم أمام الميدان، مما تسبب في سلسلة من ردود الفعل التي أدت إلى اصطدام سيكرتاريت بقوة. وبحسب ما قاله الفارس بول فيليسيانو، فإنه كان ليسقط لو لم يكن بهذه القوة. تعافى سيكرتاريت، فقط ليواجه حركة مرورية على الجزء الخلفي. في المركز العاشر في الجزء العلوي من المسار، أغلق الأرض بسرعة وانتهى في المركز الرابع، متغلبًا فقط11⁄4 أطوال. في العديد من سباقاته اللاحقة، تراجع سيكرتاريت في البداية، وهو ما أرجعه لورين لاحقًا إلى الاصطدام الذي تلقاه في أول ظهور له.
مع عودة فيليسيانو إلى المنافسة، عاد سيكرتاريت إلى المضمار في 15 يوليو باعتباره المرشح للفوز بنتيجة 6-5. انطلق بشكل سيء، لكنه اندفع بعد ذلك متجاوزًا الميدان في المنعطف ليفوز بفارق ستة أطوال. في 31 يوليو، في سباق مخصص في ساراتوجا، تم استبدال فيليسيانو برون توركوت، الفارس المعتاد لإسطبلات ميدو. كان توركوت قد ركب المهر في العديد من التدريبات الصباحية لكنه غاب عن أول مشاركتين له أثناء تعافيه من السقوط. لقد لفت الفوز الساحق الذي حققه سيكرتاريت باعتباره المرشح المفضل بنتيجة 2-5 انتباه الكاتب الرياضي المخضرم تشارلز هاتون. قال لاحقًا: «تحمل في رأسك فكرةً مثالية، وفكرتُ: ها هي. لم أرَ الكمال من قبل. لم أستطع انتقاده إطلاقًا. وكذلك البقية، وهذا هو الأمر المذهل فيه. الجسد والعقل والعين والموقف العام. كان الأمر مذهلًا. لم أصدق عينيّ، بصراحة.»
في شهر أغسطس، دخلت سيكرتاريت سباق سانفورد، حيث واجهت الحصان المشهور ليندا تشيف، وهو الحصان الوحيد الذي تم تفضيله ضد سيكرتاريت في أي من سباقاته. عند دخول المرحلة، تم حظر سيكرتاريت بواسطة الخيول أمامه ولكنه شق طريقه بعد ذلك «مثل الصقر الذي يبعثر حظيرة دجاج» في طريقه إلى الفوز بفارق ثلاثة أطوال. قام الكاتب الرياضي أندرو باير بتغطية السباق لصالح صحيفة واشنطن ستار وكتب لاحقًا، «لم أشاهد قط طفلًا يبلغ من العمر عامين لم يشارك في سباقات كثيرة يتفوق على نفسه بهذه الدرجة من الأهمية باعتباره لاعبًا عظيمًا محتملًا.»
بعد عشرة أيام في سباق رهانات مفعمة بالأمل، حقق سيكرتاريت تقدمًا «مبهرًا»، متجاوزًا ثمانية خيول ضمن1⁄4 ميل لتولي زمام المبادرة ثم الانسحاب للفوز بخمسة أطوال. وقته 1:16 1⁄5 لـ61⁄2 فرلنغ فقط 3⁄5 من الثانية خارج الرقم القياسي للمسار. عاد إلى بلمونت بارك في 16 سبتمبر، وفاز بسباق بلمونت فيوتشريتي بفارق طول ونصف بعد أن بدأ حركته في المنعطف. ثم شارك في سباقات الشمبانيا في بلمونت في 14 أكتوبر باعتباره المرشح المفضل للفوز بنتيجة 7-10. وكما جرت العادة، بدأ السباق ببطء ثم قام بحركة كبيرة حول المنعطف، متجاوزًا منافسيه ليفوز بفارق طولين. ومع ذلك، بعد تحقيق أجراه حكام مضمار السباق، تم استبعاد سيكرتاريت وحصل على المركز الثاني بسبب التصادم والتدخل مع ستوب ذا ميوزيك، الذي أُعلن الفائز.
ثم فاز سيكرتاريت بسباق لوريل فيوتشريتي في 28 أكتوبر، بفارق ثمانية أطوال عن ستوب ذا ميوزك. لقد كان وقته على المسار غير المتقن مجرد1⁄5 ثانية من الرقم القياسي للمسار. أنهى موسمه في مستقبل ولاية جاردن في 18 نوفمبر، حيث تراجع مبكرًا وقام بحركة قوية حول المنعطف ليفوز بفارق31⁄2 أطوال بفرص 1–10. قال لورين: «في جميع سباقاته، كان الأكثر تضررًا هو قدومه من الخلف، وعادةً ما كان يدور حول ميدانه. يجب أن يكون المهر عداءً حقيقيًا ليفعل ذلك باستمرار وينجح فيه.»
فاز سيكرتاريت بجائزة إكليبس ‏ لأفضل حصان أمريكي ذكر عمره عامين، وفي حادثة نادرة، تصدر حصانان يبلغان من العمر عامين التصويت على جائزة أفضل حصان أمريكي لعام ‏ 1972، حيث تفوق سيكرتاريت على المهرة التي لم تهزم من قبل، لا بريفويانت. حصلت سيكرتاريت على أصوات جمعيات سباقات الخيول الأصيلة في أمريكا الشمالية وصحيفة نموذج السباق اليومي، بينما تم اختيار لا بريفويانتي من قبل رابطة كتاب العشب الوطنيين. منذ ذلك الحين، لم يفز بهذه الجائزة سوى حصان واحد فقط، وهو الحصان المفضل تريك في عام 1997، عندما كان عمره عامين.

### 1973: موسم الثلاث سنوات
في يناير 1973، توفي كريستوفر تشينيري، مؤسس إسطبلات ميدو، وأجبرت الضرائب على ممتلكاته ابنته بيني على التفكير في بيع إسطبلات ميدو. وبالتعاون مع مزرعة كلايبورن، تمكنت بدلاً من ذلك من بيع الحصان، وبيع 32 سهمًا بقيمة 190 ألف دولار لكل سهم بإجمالي 6.08 مليون دولار، وهو رقم قياسي عالمي في ذلك الوقت، متجاوزًا الرقم القياسي السابق لنيجينيسكي الذي تم بيعه مقابل 5.44 مليون دولار في عام 1970. وقال هانكوك إن البيع كان سهلاً، مستشهداً بأداء سيكرتاريت البالغ من العمر عامين، وتكاثره، ومظهره. إنه، حسنًا، حصانٌ رائع. احتفظ تشينيري بأربعة أسهم في الحصان، وكان له سيطرة كاملة على سباقاته التي استمرت ثلاث سنوات، لكنه وافق على تقاعده بنهاية العام.
قضى سيكرتاريت الشتاء في فلوريدا لكنه لم يشارك في السباق حتى 17 مارس 1973، في سباق باي شور ستيكس في أكويدكت، حيث كان المرشح الأوفر حظًا للفوز. كما قال مدرب أحد منافسيه، «الفرصة الوحيدة التي لدينا هي إذا سقط». في السباق المحاصر بين الخيول على كل جانب، قرر توركوت المرور عبر فجوة ضيقة بين الخيول بدلاً من محاولة الدوران حول الميدان. انطلقت سيكرتاريت وفازت بسهولة، لكن أحد الفرسان الآخرين ادعى أن سيكرتاريت ارتكبت خطأ بالمرور عبر الحفرة. راجع المشرفون الصور من السباق وقرروا أن سيكرتاريت كانت في الواقع على الجانب المتلقي للصدمة، لذا دعونا نترك النتيجة كما هي. أثبتت صحيفة Bay Shore أن سيكرتاريت قد تحسنت خلال فصل الشتاء وأنه قادر أيضًا على التعامل مع الشدائد.
في سباق سباقات جوثام في 7 أبريل، قرر لورين تجربة أسلوب الجري الخاص بسيكرتاريت. في ظل عدم مشاركة أي خيول سريعة في السباق، سيُسمح لسكريتارية بتحديد سرعتها الخاصة. وبناءً على ذلك، تمكن توركوت من التغلب على سيكرتاريت الفريق من بوابة البداية، وتمكنوا من التقدم بسهولة. على الرغم من ذلك، جاء شامبين تشارلي راكضًا وفي المركز الثامن كان الأمر متعادلًا تقريبًا. وتمكن توركوت من ضرب سيكرتاريت مرة واحدة على كل جانب باستخدام السوط، وتمكن سيكرتاريت من التفوق عليها بفارق ثلاثة أطوال. ركض أول 3/4 ميل في 1:083⁄5 وأنهى السباق الذي يبلغ طوله ميلًا واحدًا في 1:332⁄5، مطابقة لسجل المسار.
كان سباقه التحضيري الأخير لسباق كنتاكي ديربي هو سباق وود ميموريال، حيث احتل المركز الثالث بشكل مفاجئ خلف أنجل لايت والفائز بسباق سانتا أنيتا ديربي شام. لقد سحق لورين، على الرغم من أنه قام بتدريب الفائز، أنجل لايت، الذي حدد وتيرة بطيئة و«سرق» السباق. وقد عُزي فقدان سيكرتاريت لاحقًا إلى خراج كبير في فمه، مما جعله حساسًا للجزء. قبل السباق وبعده، كانت هناك مشاعر سيئة بين لورين ومدرب شام، بانشو مارتن، والتي أججتها التعليقات في الصحافة. كان النزاع يتعلق باستخدام الإدخالات المقترنة حيث أدخل مارتن حصانين بالإضافة إلى شام، وكلها لنفس المالك. كان هناك خوف من أن يتم استخدام الدخول تكتيكيًا للهجوم على حصان آخر. بسبب هذه التلميحات، انتهى الأمر بمارتن إلى خدش الحصانين اللذين دخلهما في الأصل مع شام، وطلب من لورين أن تفعل الشيء نفسه، لكن لورين لم يستطع أن يحذو حذوه لأن سيكرتاريت وأنجل لايت كان لديهما مالكان مختلفان.
بسبب نتائج سباق وود ميموريال، أصبحت فرص سيكرتاريت في سباق كنتاكي ديربي موضع تكهنات كثيرة في وسائل الإعلام. تساءل البعض عن قدرته على التحمل: جزئيًا بسبب بنيته الجسدية الممتلئة، وهي سمة نموذجية للعدائين، وجزئيًا بسبب سمعة بولد رولير كأب للعدائين المتفوقين. انتشرت شائعات بأن سيكرتاريت غير سليمة.

#### كنتاكي ديربي
اجتذب سباق كنتاكي ديربي عام 1973 في 5 مايو حشدًا بلغ 134،476 شخصًا إلى مضمار تشيرشل داونز ‏، وهو أكبر حشد في تاريخ سباقات الخيل في أمريكا الشمالية آنذاك. وضع المراهنون دخول سيكرتاريت وأنجل لايت باعتبارهما المفضلين بنسبة 3-2، مع شام باعتباره الخيار الثاني بنسبة 5-2. كانت البداية مفسدة عندما نهض توايس أمير من مكانه، وضرب مواطننا الذي كان يقف بجانبه، مما تسبب في ضرب شام رأسه بالبوابة، مما أدى إلى فقدان اثنين من أسنانه. ثم انكسر شام بشكل سيء وقطع نفسه، واصطدم أيضًا بنافاجو. تجنبت سيكرتاريت المشاكل من خلال الانطلاق من المركز العاشر، ثم الانتقال إلى السكة الحديدية. حقق المتصدر المبكر شيكي جرين سرعة معقولة، ثم أفسح المجال لشام حول المنعطف البعيد. انطلقت سيكرتاريت عند دخولهم المرحلة النهائية وتنافسوا مع شام في المرحلة النهائية، وابتعدوا أخيرًا ليفوزوا بفارق21⁄2 طول. احتل مواطننا الأصلي المركز الثالث متأخرًا بفارق ثمانية أطوال.
في طريقه إلى تحقيق رقم قياسي لا يزال قائماً وهو 1:59 2⁄5، ركض سيكرتاريت كل ربع ميل أسرع من الجزء الذي سبقه. كانت أوقات الربع ميل المتتالية: 25 1⁄5، :24، :23 4⁄5، :23 2⁄5، و: 23. وهذا يعني أنه كان لا يزال يتسارع حتى الربع ميل الأخير من السباق. لم يسبق لأي حصان آخر أن فاز بالديربي في أقل من دقيقتين من قبل، ولم يتحقق ذلك مرة أخرى حتى ركض موناركوس السباق في 1:59.97 في عام 2001.
وقال الكاتب الرياضي مايك سوليفان في وقت لاحق:
كنتُ في سباق ديربي «سيكرتاريت» عام 1973... كان ذلك... مجرد جمال، أتعلم؟ بدأ من المركز الأخير، وهو ما كان يفعله عادةً. كنتُ أُغطي الحصان صاحب المركز الثاني، والذي انتهى به الأمر إلى شام. بدا سباق شام مُنافسًا قويًا عند المنعطف الأخير، على ما أعتقد. ما يجب أن تفهمه هو أن شام كان سريعًا، حصانًا جميلًا. "كان" ليُحرز التاج الثلاثي في عام آخر. ولم يكن يبدو أن هناك أي شيء أسرع من ذلك. كان الجميع يُراقبه. انتهى الأمر، تقريبًا. وفجأة، كان هناك ما يشبه اضطرابًا في زاوية عينك، في رؤيتك المحيطية. ثم قبل أن تتمكن من تمييزه، جاء «سيكرتاريت». ثم تجاوزه «سيكرتاريت». لم يرَ أحدٌ شيئًا كهذا من قبل – قال الكثير من المُسنين الشيء نفسه. كان الأمر كما لو أنه حيوان آخر هناك.

#### سباق بريكنيس ستيكس
في سباق بريكنس ستيكس لعام 1973 في 19 مايو، انطلق سيكرتاريت في المركز الأخير، لكنه بعد ذلك حقق خطوة هائلة من الأخير إلى الأول في المنعطف الأول. قام ريموند وولف، المصور في صحيفة نموذج السباق اليومي، بتصوير سيكرتاريت وهي تبدأ الحركة بخطوة قفز في الهواء. تم استخدام هذا لاحقًا كأساس للتمثال الذي صنعه جون سكيبينج والذي يقف في حظيرة بلمونت بارك. قال توركوت لاحقًا إنه فخورٌ جدًا بهذا الفوز بسبب القرار السريع الذي اتخذه عند المنعطف: «تركتُ حصاني يتراجع، وعندما هممت بالتراجع، بدأ يصطدم بي. قلتُ: لا أريد أن أعلق هنا. لذا تجاوزتهم بسهولة.» أكمل سكريتارييت الربع ميل الثاني من السباق في أقل من 22 ثانية. بعد الوصول إلى الصدارة مع51⁄2 فرلنغ متبقية، لم يتم تحدي سيكرتاريت مطلقًا، وفاز بها21⁄2 طول، مع حصول شام مرة أخرى على المركز الثاني ومواطننا الأصلي في المركز الثالث، بفارق ثمانية أطوال أخرى. كانت هذه هي المرة الأولى في التاريخ التي يكون فيها المتسابقون الثلاثة الأوائل في سباق ديربي وبريكنيس متساوين؛ وكانت المسافة بين كل حصان من الخيول متساوية أيضًا.
كان هناك خلاف حول وقت السباق. أظهرت ساعة التوقيت الداخلية للملعب وقتًا قدره 1:55 ولكنها تعطلت بسبب الأضرار التي لحقت بها بسبب عبور الأشخاص للمضمار للوصول إلى الملعب الداخلي. أعلن إي تي ماكلين جونيور، مسجل مضمار سباق بيمليكو، عن زمن قدره 1:542⁄5، لكن اثنين من عدّائي نموذج السباق اليومي زعموا أن الوقت كان 1:532⁄5، وهو ما كان من شأنه أن يحطم الرقم القياسي للسباق وهو 1:54 الذي سجله كانيونرو الثاني. تم بث أشرطة سي بي إس لسباق الخيل جنبا إلى جنب مع سيكرتاريت وكانيونرو الثاني، ووصل سيكرتاريت إلى خط النهاية أولا على الشريط، على الرغم من أن هذه لم تكن طريقة موثوقة لتحديد توقيت سباق الخيل في ذلك الوقت. قام نادي ماريلاند للفروسية، الذي أدار مضمار بيمليكو للسباق وهو المسؤول عن الحفاظ على سجلات بريكنيس، بإلغاء كل من أوقات النموذج الإلكتروني ونموذج السباق اليومي واعترف بـ 1:54 الذي سجله المتسابق2⁄5 كوقت رسمي؛ ومع ذلك، قامت صحيفة نموذج السباق اليومي، لأول مرة في التاريخ، بطباعة وقتها الخاص وهو 1:532⁄5 أسفل الوقت الرسمي في مخطط السباق.
في 19 يونيو 2012، انعقد اجتماع خاص للجنة سباقات ماريلاند في لوريل بارك بناءً على طلب بيني تشينيري، التي استأجرت شركات لإجراء مراجعة جنائية لأشرطة الفيديو الخاصة بالسباق. بعد أكثر من ساعتين من الإدلاء بالشهادة، صوتت اللجنة بالإجماع على تغيير توقيت فوز سيكرتاريت من 1:542⁄5 إلى 1:53، مسجلاً رقماً قياسياً جديداً. وأعلنت صحيفة نموذج السباق اليومي أنها ستحترم قرار اللجنة فيما يتعلق بوقت التشغيل. مع الوقت المنقح، كان شام قد حطم أيضًا الرقم القياسي القديم.
بينما كان سيكرتاريت يستعد لسباق بلمونت ستيكس، ظهر على أغلفة ثلاث مجلات وطنية: تايم، ونيوزويك، وسبورتس إليستريتد. لقد أصبح من المشاهير على المستوى الوطني. كتب ويليام ناك: «تجاوزت سيكرتاريت فجأة سباق الخيل وأصبحت ظاهرة ثقافية، نوعًا من العطلة الوطنية غير المعلنة من عذابات ووترجيت وحرب فيتنام.» احتاج تشينيري إلى سكرتير للتعامل مع جميع بريد المعجبين، فاستأجر وكالة ويليام موريس لإدارة المشاركات العامة. استجاب سيكرتاريت لشهرته من خلال تعلم كيفية الوقوف أمام الكاميرا.

#### سباق بلمونت ستيكس
لم يشارك سوى أربعة خيول ضد سيكرتاريت في سباق بلمونت ستيكس الذي أقيم في التاسع من يونيو، بما في ذلك شام وثلاثة خيول أخرى كان المراهنون يعتقدون أن فرصتها ضئيلة: توايس إيه برينس، وماي جالانت، وبرايفت سمايلز. مع وجود عدد قليل جدًا من الخيول في السباق، وتوقع فوز سيكرتاريت، لم يتم اتخاذ أي رهانات «عرض». تم إرسال سيكرتاريت باعتبارها المرشحة للفوز بنتيجة 1-10 أمام حشد من 69138 شخصًا، وهو ثاني أكبر حضور في تاريخ بلمونت آنذاك. تم بث السباق على قناة سي بي إس وشاهده أكثر من 15 مليون أسرة، بنسبة جمهور بلغت 52%.
في يوم السباق، كان المسار سريعًا، وكان الطقس دافئًا ومشمسًا. انكسر سيكرتاريت جيدًا على السكة وسارع شام إلى جانبه. ركض الاثنان في الربع الأول في 23 ثانية سريعة.3⁄5 والربع التالي في سويفت :223⁄5، أكمل أسرع نصف ميل افتتاحي في تاريخ السباق وافتتح بفارق عشرة أطوال عن بقية المتسابقين. بعد علامة الستة فرلنغ، بدأ شام يشعر بالتعب، لينتهي به الأمر في المركز الأخير. واصلت سيكرتاريت الوتيرة السريعة وفتحت هامشًا أكبر وأكبر على أرض الملعب. كان وقته للميل 1:341⁄5، أسرع بأكثر من ثانية من أسرع كسر ميل في تاريخ بلمونت، والذي سجله والده بولد رولير، الذي تعب في النهاية وانتهى في المركز الثالث. لكن سيكرتاريت لم تتراجع. قال توركوت: «هذا الحصان كان ذكيًا للغاية. إنه ذكي: أعتقد أنه كان يعلم أنه ذاهب11⁄2 ميل، لم أدفعه أبدًا.» في المرحلة، تقدم سيكرتاريت بفارق يقارب1⁄16 ميل على بقية الميدان. وفي النهاية، فاز بفارق 31 طولًا، محطمًا الرقم القياسي لهامش الفوز الذي سجله الفائز بالثلاثية كاونت فليت في عام 1943 بفارق 25 طولًا. وصف تشيك أندرسون، المذيع التلفزيوني في قناة سي بي إس، سرعة الحصان في تعليقه الشهير:
الأمانة تتوسع الآن! إنها تتحرك كآلة هائلة!

لم يكن وقت السباق مجرد رقم قياسي، بل كان الأسرع11⁄2 ميل على التراب في التاريخ، 2:24 مسطح، محطمًا بأكثر من ثانيتين الرقم القياسي للمسار والرهانات البالغ 2:263⁄5 سجلها قبل 16 عامًا جالانت مان. لا يزال سجل سيكرتاريت قائمًا باعتباره رقمًا قياسيًا أمريكيًا على التراب. إذا تم تطوير حساب رقم سرعة باير خلال ذلك الوقت، فقد حسب أندرو باير أن سيكرتاريت كانت ستحصل على رقم 139، وهو أعلى رقم قام بتعيينه على الإطلاق.
بدأ حشد كبير من الناس في التجمع حول الحظيرة قبل ساعات من سباق بلمونت، حيث فات الكثير منهم السباقات التي أقيمت في وقت سابق من اليوم للحصول على فرصة لرؤية الخيول عن قرب. لقد تم استقبال سيكرتاريت وتشينيري بحماس استجاب له تشينيري بالتلويح أو الابتسامة؛ أما سيكرتاريت فكانت غير قابلة للانزعاج. انطلقت هتافات كبيرة عند الاستراحة، ولكن مع استمرار السباق، كانت ردود الفعل الأكثر شيوعًا هي عدم التصديق والخوف من أن سيكرتاريت قد سارت بسرعة كبيرة. وعندما أصبح من الواضح أن سيكرتاريت سوف يفوز، قيل إن الصوت تسبب في اهتزاز المدرجات. وصف كينت هولينغسوورث، محرر مجلة «ذا بلود هورس» الصدمة قائلاً: «اثنان وأربع وعشرون دقيقة! لا أصدق ذلك. مستحيل. لكنني رأيته. لا أستطيع التنفس. لقد فاز بفارق سدس ميل! رأيته. عليّ أن أصدق ذلك.»
يُعتبر هذا السباق على نطاق واسع أعظم أداء لخيول السباق في أمريكا الشمالية. أصبح سيكرتاريت هو الفائز التاسع بالثلاثية في التاريخ، والأول منذ سايتيشن في عام 1948، بفارق 25 عامًا. لم يستبدل المراهنون الذين يحملون 5427 تذكرة رابحة في لعبة سيكرتاريت هذه التذاكر مطلقًا، ومن المفترض أنهم احتفظوا بها كتذكارات (ولأن التذاكر كانت ستدفع 2.20 دولارًا فقط على رهان بقيمة 2 دولار).

#### بطولة أرلينغتون للدعوة
بعد ثلاثة أسابيع من فوزه في بلمونت، تم نقل سيكرتاريت إلى أرلينجتون بارك للمشاركة في بطولة أرلينجتون إنفيتيشنال في 30 يونيو. أوضح لورين: «حتى قبل سباق بلمونت، كما تتذكرون، قلتُ إنني لا أعرف كيف أريح هذا الحصان. إنه قويٌّ جدًا ومليءٌ بالطاقة. حسنًا، هذا بعد أسبوع ونصف فقط من سباق بلمونت، وصدقوني عندما أقول لكم، إذا لم أُشغّل هذا الحصان، فسيُصاب في حظيرته. لذلك قررنا أنه سيكون من الرائع إشراكه في سباق شيكاغو لإتاحة الفرصة لسكان الغرب الأوسط لرؤيته وهو يركض.» أُقيم السباق في...11⁄8 ميل مع محفظة بقيمة 125000 دولار. تم تجميع المتحدين كمدخل مراهنة واحد عند 6-1: كان سيكرتاريت 1-20 (الحد الأدنى القانوني) وأنشأ مجموعة سالبة بقيمة 17941 دولارًا.
أعلن عمدة شيكاغو ريتشارد ج. دالي أن يوم السبت الذي يقام فيه السباق هو يوم سيكرتاريت. استقبله حشد من 41،223 شخصًا (الأكبر في أرلينجتون منذ ثلاثة عقود) عند وصوله إلى المضمار بالتصفيق المستمر. انطلق فريق سيكرتاريت بشكل سيء لكنه سرعان ما تقدم إلى الصدارة، مما أدى إلى تباطؤ الكسور المبكرة. اكتسب زخمًا في المنعطف الأخير وفاز في النهاية بفارق تسعة أطوال في 1:47 دقيقة فقط1⁄5 من السجل الحافل الذي حققته دمشق. علق جورج بليمبتون قائلاً: «مع بداية أفضل، وحصان يضغط عليه وانحناء أقل في أدواره، ربما كان سيسجل وقتًا كافيًا ليصمد لمدة قرن من الزمان.»
وذكرت صحيفة نيويورك تايمز في 10 يوليو 1973 أن عدداً من مشجعي شيكاغو الحاضرين فعلوا ما فعله نظراؤهم في نيويورك في سباق بلمونت ستيكس، ولم يتم صرف تذاكر رابحة بقيمة 11170 دولاراً في سباق سيكرتاريت.

#### ويتني ستيكس
ثم توجه سيكرتاريت بعد ذلك إلى ساراتوجا، الملقبة شعبيا بـ«مقبرة الأبطال»، استعدادا لسباق ويتني ستيكس في الرابع من أغسطس، حيث سيواجه خيولاً أكبر سنا لأول مرة. في 27 يوليو، قدم تمرينًا مذهلاً بإنجاز 1:34 دقيقة لمسافة ميل واحد على مسار غير مستوٍ، وهو الوقت الذي كان من شأنه أن يحطم الرقم القياسي لمسار ساراتوجا. في يوم السباق، هُزم على يد الحصان أونيون الذي دربته آلان جيركنز، وهو حصان ذكر يبلغ من العمر أربع سنوات وقد حقق رقمًا قياسيًا في المضمار في61⁄2 فيرلونغ في بدايته السابقة. تم تصنيف حالة المسار لويتني على أنها سريعة ولكنها كانت بطيئة، وخاصة على طول السكك الحديدية الداخلية. انطلقت سيكرتاريت بشكل سيء وقاد أونيون منذ البداية، مما أدى إلى وتيرة بطيئة في الركض بشكل جيد خارج السكة. وفي الجزء الخلفي من المسار، اختار توركوت أن يتحرك على طول السور بدلاً من التحرك على نطاق واسع. استجابت سيكرتاريت بشكل أبطأ من المعتاد، وذهب توركوت إلى السوط. اقتربت سيكرتاريت إلى رأس واحد فقط في المنعطف الأخير قبل أن يتقدم أونيون في الخط المستقيم ليفوز بفارق طول واحد. شهد حشد قياسي بلغ أكثر من 30 ألف شخص ما وصف بأنه مفاجأة «مذهلة».
على الرغم من شهرة جيركنز بأنه «قاتل العمالقة»، إلا أن خسارة سكريتارييت الفادحة ربما تُعزى إلى عدوى فيروسية، تسببت في حمى خفيفة وإسهال. قال تشينري: «تعلمت حينها أن أي شيء وارد في سباقات الخيل. كنا نعلم أنه مصاب بعدوى خفيفة. لكننا قررنا أنه قوي بما يكفي للفوز على أي حال، وكنا مخطئين».
لقد فقد سيكرتاريت شهيته وتصرف ببطء لعدة أيام. كتب تشارلز هاتون: «بدا مريضًا للغاية وهو يغادر، وفاتته فرصة شراء ترافرز. عاد إلى بلمونت لشراء سيجارة مارلبورو بقيمة 250 ألف دولار، فبدا حصان الرياضة المحبوب بائسًا للغاية، أشبه بلوحة فنية مريضة تُجسّد مسرحًا داخليًا للرعب. تطلب الأمر قوى تعافي خارقة للطبيعة ليتعافى كما فعل. خضع لأربعة تدريبات تحضيرية مكثفة في غضون أسبوعين. والمثير للدهشة أنه اكتسب وزنًا وازدهر مع كل محاولة.»

#### كأس مارلبورو
في 15 سبتمبر، عاد سيكرتاريت إلى بلمونت بارك في كأس مارلبورو الافتتاحي، والذي كان من المفترض في الأصل أن يكون سباقًا متطابقًا مع زميله في الإسطبل ريفا ريدج، الفائز بسباق ديربي وبلومونت ستيكس عام 1972. بعد خسارة سيكرتاريت في ويتني، تم توسيع الميدان لدعوة الخيول المتميزة من جميع أنحاء البلاد. وشملت المشاركات بطل سباقات العشب لعام 1972 والفائز بسباقات كاليفورنيا الكبرى كوغار 2، والبطل الكندي كينيدي رود، والبطل الأمريكي لعام 1972 المهر البالغ من العمر ثلاث سنوات كي تو ذا مينت، والفائز بسباق ترافرز أنيهيلايت إم (الحصان الوحيد الآخر البالغ من العمر ثلاث سنوات في السباق)، وأونيون. تم تعيين ريفا ريدج بوزن أقصى قدره 127 رطلاً (رطل واحد فوق مقياس الوزن بالنسبة للعمر)، وكان وزن مفتاح النعناع وكوغار 2 126 رطلاً، وهو الوزن المقياس، بينما كان وزن سيكرتاريت 124 رطلاً، أي ثلاثة أرطال فوق مقياس عمره. وشمل الميدان خمسة أبطال، وفاز المتسابقون السبعة بـ 63 سباقًا بينهم.
هطلت الأمطار في الليلة السابقة، لكن المسار جف بحلول وقت السباق. طاردت سيكرتاريت وتيرة سريعة في المركز الخامس، بينما احتل ريفا ريدج المركز خلف أونيون وكينيدي رود مباشرة. حول المنعطف، انحرف سيكرتاريت إلى الخارج وبدأ في تعويض الأرض. عند الوصول إلى الامتداد، تجاوز سيكرتاريت ريفا ريدج، بينما تراجع المتصدرون الأوائل الآخرون. ابتعد سيكرتاريت ليفوز، وأكمل 11⁄8 ميل في 1:45 2⁄5، ثم رقمًا قياسيًا عالميًا على التراب للمسافة. جاء ريفا ريدج في المركز الثاني مع كوغار الثاني في المركز الثالث وأونيون في المركز الرابع. قال توركوت، «كان اليوم سيكرتاريت القديم وقد فعل ذلك بمفرده». كانت جائزة كأس مارلبورو 250،000 دولار، وهي أعلى جائزة مالية تم تقديمها آنذاك: جعل الفوز سيكرتاريت المليونير الثالث عشر في التاريخ.

#### وودوارد ستيكس
بعد كأس مارلبورو، كانت الخطة الأصلية هي دخول ريفا ريدج في11⁄2 ميل في وودوارد ستيكس ‏، بعد أسبوعين فقط، بينما أجرى سيكرتاريت بعض التدريبات البطيئة على العشب استعدادًا لسباقات مان أو وار في أكتوبر. هطلت الأمطار قبل وودوارد وكان المسار موحلاً، وهو ما لم يتمكن ريفا ريدج من التعامل معه، لذلك تم إدخال سيكرتاريت في مكانه. تقدمت سيكرتاريت إلى الخط المستقيم لكن تفوقت عليها بروفي آوت، البالغة من العمر أربع سنوات والتي دربها آلن جيركنز، والتي تقدمت بفارق كبير لتفوز بفارق41⁄2 أطوال على الرغم من حمله سبعة أرطال أكثر من سيكرتاريت في ظل ظروف الوزن مقابل العمر في السباق. ركض بروف أوت سباق حياته في ذلك اليوم: كان وقته هو ثاني أسرع ميل ونصف على التراب في تاريخ بلمونت بارك على الرغم من الظروف الموحلة. واصل بروف أوت الفوز على ريفا ريدج في كأس نادي الجوكي الذهبي في ذلك العام.

#### سباقات مان أو وار
في الثامن من أكتوبر، بعد تسعة أيام فقط من سباق وودوارد، تم نقل سيكرتاريت إلى مضمار السباق العشبي لسباق مان أو وور ستيكس على مسافة11⁄2 ميل. واجه تينتام، الذي حقق رقمًا قياسيًا عالميًا11⁄8 ميل على العشب في وقت سابق من ذلك الصيف، وخمسة أخرى. تقدم فريق سيكرتاريت إلى الصدارة في وقت مبكر، يليه فريق تينتام، الذي قلص الفجوة تدريجيا في الجزء الخلفي من المسار. تمكن تينتام من الوصول إلى نصف طول فقط قبل أن يرد سيكرتاريت، ويبتعد عنه بثلاثة أطوال. سجل تينتام جولة أخرى حول المنعطف البعيد، لكن سيكرتاريت ابتعدت مرة أخرى، وفي النهاية فازت بفارق خمسة أطوال عن تينتام، مع وجود بيج سبروس على بعد سبعة أطوال ونصف في المركز الثالث. سجلت سيكرتاريت رقماً قياسياً في الدورة بلغ 2:244⁄5. بعد السباق، أوضح توركوت أنه «عندما اقترب منه تينتام في المسار الخلفي، قمت فقط بتغريده له وابتعد عني.»

#### الرهانات الدولية الكندية
منعت صفقة التوزيع الخاصة بسيكرتاريت سباقات الخيول بعد سن الثالثة. وبناءً على ذلك، كان آخر سباق لسيكرتاريت ضد خيول أكبر سنًا في سباق الرهانات الدولية الكندية على مسافة ميل وخمسة أثمان على العشب في مضمار مضمار سباق وودباين في تورنتو، أونتاريو، كندا، في 28 أكتوبر 1973. تم اختيار السباق جزئيًا بسبب العلاقات الطويلة الأمد بين إي بي تايلور وعائلة تشينيري، وجزئيًا لتكريم اتصالات سيكرتاريت الكندية، لورين وتوركوت. غاب توركوت عن السباق بسبب الإيقاف لمدة خمسة أيام: حصل إيدي مابل على الحصان.
كان يوم السباق باردًا وعاصفًا وممطرًا، لكن مضمار مارشال العشبي كان ثابتًا. على الرغم من سوء الأحوال الجوية، خرج حوالي 35،000 شخص لاستقبال سكريتاري في «هستيريا افتراضية». كان أكبر منافسيه كينيدي رود، الذي هزمه في كأس مارلبورو، وبيج سبروس، الذي احتل المركز الثالث في مان أو وار. تقدم كينيدي رود إلى الصدارة في البداية، بينما تقدم سكريتاري إلى المركز الثاني بعد انطلاقه من مركز خارجي. في الجزء الخلفي، قام سكريتاري بتحركه وتقدم إلى الصدارة. «بزخمٍ هائل في الشفق الخام»، دار حول المنعطف البعيد متقدمًا بفارق 12 طولًا قبل أن يخفض سرعته في الفيرلونغ الأخير، ليفوز في النهاية بفارق61⁄2 أطوال. مرة أخرى، لم يتمكن صائدو الهدايا التذكارية من صرف العديد من التذاكر الفائزة.
بعد السباق، نُقل سيكرتاريت إلى مضمار سباق أكويدكت، حيث عُرض مع توركوت مرتديًا زي ميدو الحريري أمام حشد من 32،990 متفرجًا في آخر ظهور علني له. قال لورين: «إنه يوم حزين، ومع ذلك فهو يوم عظيم. أتمنى حقًا أن يتمكن من الركض في الرابعة من عمره. إنه حصان رائع ويحب الركض».
في المجمل، فاز سيكرتاريت بـ16 من أصل 21 سباقًا في مسيرته، مع ثلاثة مراكز ثانية وثالثة، وإجمالي أرباح بلغت 1،316،808 دولارًا.
في عام 1973، تم تسمية سيكرتاريت مرة أخرى بحصان العام وفاز أيضًا بجوائز أكلبس باعتباره بطل أمريكا للخيول الذكور البالغين من العمر ثلاث سنوات وبطل أمريكا للخيول الذكور على العشب.

## الاعتزال

### مسيرة تربية الخيول
عندما تقاعد سيكرتاريت لأول مرة في مزرعة كلايبورن، أظهرت حيواناته المنوية بعض علامات عدم النضج، لذلك تم تربيته مع ثلاث أفراس غير أصيلة في ديسمبر 1973 لاختبار خصوبته. أنتج أحد هذه الخيول، وهو حصان من نوع أبالوزا يدعى Leola، المهر الأول لسكريتارية في نوفمبر 1974. تم تسمية المهر بالسكرتير الأول، وكان لونه كستنائيًا مثل والده، ولكنه كان مرقطًا مثل أمه.
تكونت أول مجموعة مهور رسمية لسكريتارية، والتي وصلت في عام 1975، من 28 مهرًا، وكان أفضلها داكتيلوغرافي، الذي فاز بجائزة وليام هيل فيوتشريتي في أكتوبر 1977. وشمل المحصول الأول أيضًا كندي بوند، الذي كان في مزاد كينلاند في يوليو 1976 أول حصان يبلغ من العمر عامًا واحدًا يكسر حاجز المليون دولار، حيث بيع بمبلغ 1.5 مليون دولار. ومع ذلك، كان كندي بوند بمثابة فشل كامل في السباق، ولعدة سنوات، انخفضت قيمة ذرية سيكرتاريت بشكل كبير، وخاصة في ضوء الشعبية المتزايدة لذرية راقصة شمالية في حلبة المبيعات.
أنجبت سيكرتاريت في نهاية المطاف عددًا من الفائزين الرئيسيين، بما في ذلك:
- الجمعية العامة، الفائز بسباق ترافرز ستيكس  [لغات أخرى]‏ عام 1979، محققًا رقمًا قياسيًا قدره 2:00 ثابتًا استمر لمدة 37 عامًا.[116][117]
- ليدي سيكريت [الإنجليزية]، حصان العام 1986.[118]
- رايزن ستار [الإنجليزية]، الفائز بسباق بريكنيس وبلمونت ستيكس عام 1988.[119]
- كينغستون رول [الإنجليزية]، الفائز بكأس ملبورن [الإنجليزية] عام 1990، محطمًا الرقم القياسي للمضمار.[120]
- تينرز واي، الذي ولد في عام 1990 لآخر محصول من سيكرتاريت، الفائز ببطولة باسيفيك كلاسيك [الإنجليزية] في عامي 1994 و1995.[121]

في النهاية، أنجب سيكرتاريت رسميًا 663 مهرًا مسجلاً، بما في ذلك 341 فائزًا (51.4%) و54 فائزًا بالرهانات (8.1%). لقد كان هناك بعض الانتقادات الموجهة إلى سيكرتاريت باعتباره فحلًا، ويرجع ذلك أساسًا إلى أنه لم ينتج ذرية ذكور بقدراته الخاصة ولم يترك خلفه ابنًا رائدًا، ولكن إرثه مضمون من خلال جودة بناته، حيث كانت العديد منهن متسابقات ممتازات وحتى المزيد منهن كن منتجات ممتازات. في عام 1992، كان سيكرتاريت هو الأب الرائد للخيول الأم في أمريكا الشمالية ‏. بشكل عام، أنتجت بنات سيكرتاريت 24 فائزة في الصف/المجموعة الأولى. باعتباره أبًا لأمهات الخيول، كان أبرز ذرية سيكرتاريت هم:
- مفاجأة عطلة نهاية الأسبوع [الإنجليزية]، الفائزة بالسباقات وفرس التربية في كنتاكي لعام [الإنجليزية] 1992. من بين أبنائها الفائز بسباق بريكنيس عام 1990 سمر سكوول  [لغات أخرى]‏ وحصان العام إيه بي إندي  [لغات أخرى]‏ عام 1992.[123]
- تيرلينجوا، الفائزة بالسباقات وأم الفحل الرائد ستورم كات  [لغات أخرى]‏.[124]
- سيكريتامي، الفائزة بالسباقات وأم الفحل المهم غن ويست [الإنجليزية]، الذي من نسله الفائز بسباق كنتاكي ديربي وسباق بريكنس ستيكس سمارتي جونز  [لغات أخرى]‏.[125]
- ستة كراونز، أم البطل البالغ من العمر عامين والأب شيف كراون  [لغات أخرى]‏.[126]
- الأخت دوت، أم البطل البالغ من العمر عامين والأب ديهير.[127]
- الجمعية السلتية، أم فولكسراد، الفحل الرائد في نيوزيلندا.[128]
- بيتي سيكريت، أم سيكريتو، الفائزة بسباق ديربي، وإستابرق، الفائزة ثلاث مرات بسباق شامبيون هاردل [الإنجليزية].[129]

من خلال مفاجأة نهاية الأسبوع وتيرلينجوا وحدهما، يظهر سيكرتاريت في سلسلة العديد من الأبطال. كان ابن مفاجأة نهاية الأسبوعs، إيه بي إندي، الأب الرائد في أمريكا الشمالية في عامي 2003 و2006، وهو والد الحصان ماينشافت الفائز بجائزة حصان العام 2003 والفائز بسباق بلمونت ستيكس عام 2007، من الفقر إلى الثراء. لقد أسس أيضًا خطًا ناجحًا من الأبوين يؤدي إلى الفائزين بسباق كنتاكي ديربي أورب وكاليفورنيا كروم. السلالة الرائدة لسلالة إيه بي إندي هي تابيت، التي تصدرت قائمة الآباء في عامي 2014 و2015 وهي والد الفائزين بسباق بلمونت ستيكس، توناليست وكرييتر. ابن تيرلينجوا، ستورم كات، هو أيضًا أبٌ رائد مرتين، ومن نسله جاينتس كوزواي، الأب الرائد ثلاث مرات في أمريكا الشمالية. أنجب ستورم كات أيضًا يانكي جنتلمان، وهو والد الفرس الأم الفائزة بالثلاثية عام 2015، أميريكان فارواه. يظهر كل من قطة العاصفة وإيه بي إندي في سلالة الفائز بالثلاثية لعام 2018 جستفاي.
وقد أثبت التزاوج الداخلي مع سيكرتاريت نجاحه أيضًا، كما يتضح من خلال العديد من الفائزين بالسباقات المصنفة، بما في ذلك الحصان الحائز على لقب حصان العام مرتين وايز دان ‏، وبطل سباقات السرعة سبيتستاون، والفائز بكأس السعودية لعام 2025 شاب للأبد.
كان حظيرة سيكرتاريت في مزرعة كلايبورن تحد ثلاثة فحول أخرى: درون، وسير إيفور، والحائز على لقب قاعة المشاهير سبيكتاكيولار بيد. لم يهتم سيكرتاريت كثيرًا بدرون أو السير إيفور، لكنه وسبكتاكلر بد أصبحا صديقين وكانا يتسابقان مع بعضهما البعض أحيانًا على طول خط السياج بين حظائرهم. 

### الوفاة
في خريف عام 1989، أصيب سيكرتاريت بالتهاب الحافر—وهي حالة مؤلمة وموهنة تصيب الحافر. وعندما فشلت حالته في التحسن بعد شهر من العلاج، تم إعدامه في الرابع من أكتوبر عن عمر يناهز 19 عامًا. تم دفن سيكرتاريت في مزرعة كلايبورن، حيث تم منحها شرفًا نادرًا وهو دفنها كاملة (تقليديًا يتم دفن الرأس والقلب والحوافر فقط للحصان الفائز في السباق).
عند وفاة سكريتاري، لم يزن الطبيب البيطري الذي أجرى التشريح، توماس سويرتشيك، كبير أخصائيي علم الأمراض في جامعة كنتاكي، قلب سكريتاري، بل قال: «وقفنا هناك في صمت مذهول. لم نصدق ما حدث. كان القلب سليمًا تمامًا. لم تكن به أي مشاكل. كان مجرد محرك ضخم.» لاحقًا، أجرى سويرتشيك أيضًا تشريحًا لجثة شام، التي توفيت عام 1993. قام سويرسيك بوزن قلب شام، وكان 18 رطل (8.2 كـغ). وبناءً على قياسات شام، وبعد تشريح كلا الحصانين، فقد قدر أن قلب سيكرتاريت ربما كان يزن 22 رطل (10.0 كـغ)، أو حوالي 2.5 مرة من متوسط وزن الحصان (8.5 رطل (3.9 كـغ)).
القلب الكبير للغاية هو سمة تحدث أحيانًا في الخيول الأصيلة، ويُفترض أنها مرتبطة بحالة وراثية تسمى «العامل X» تنتقل عبر أنماط وراثية محددة. يمكن إرجاع عامل X إلى الحصان التاريخي أكلبس، الذي تم تشريح جثته بعد وفاته في عام 1789. نظرًا لأن قلب إكليبس بدا أكبر بكثير من قلوب الخيول الأخرى، فقد تم وزنه، ووجد أنه يزن 14 رطل (6.4 كـغ)، أي ما يقرب من ضعف الوزن الطبيعي. يُعتقد أن إكليبس قد نقل هذه السمة عن طريق بناته، وقد أكدت أبحاث شجرة العائلة أن سيكرتاريت يعود نسبه إلى ابنة إكليبس. وقد ربط البعض نجاح سيكرتاريت كأب للفرس الأم بهذه النظرية المتعلقة بالقلب الكبير. ومع ذلك، لم يتم إثبات ما إذا كان العامل X موجودًا أم لا، ناهيك عن مساهمته في القدرة الرياضية.

## التكريم والتقدير والإرث
تم إدخال سيكرتاريت إلى المتحف الوطني للسباق وقاعة المشاهير ‏ في عام 1974، وهو العام التالي لفوزه بالثلاثية. في عام 1993، قامت العلامة التجارية للرياضات الفروسية، أريات، والمعروفة بأحذيتها ومعدات الأداء الخارجية، بتسميتها تكريماً لسيكرتاريت. في عام 1994، صنفت مجلة سبورتس إلوستريتيد سيكرتاريت في المرتبة 17 في قائمتها لأعظم 40 شخصية رياضية خلال السنوات الأربعين الماضية. في عام 1999، أدرجته إي إس بي إن في المرتبة 35 من بين أعظم 100 رياضي في أمريكا الشمالية في القرن العشرين، وهو أعلى مرتبة بين ثلاثة غير بشريين في القائمة (الاثنان الآخران كانا أيضًا من خيول السباق: مان أو وار في المرتبة 84 وسيتيشن في المرتبة 97). احتلت سيكرتاريت المرتبة الثانية خلف مان أو وار في قائمة أفضل 100 حصان سباق أمريكي في القرن العشرين التي أعدتها مجلة ذا بلود هورس. كما تم تصنيفه في المرتبة الثانية خلف مان أو وار من قبل لجنة مكونة من ستة أعضاء من الخبراء تم تجميعها بواسطة وكالة أسوشيتد برس، ولجنة سبورتس إلوستريتيد المكونة من سبعة خبراء.
في 16 أكتوبر 1999، في حفل أقيم في دائرة الفائزين في مضمار سباق كينلاند في ليكسينغتون، كرمت هيئة البريد الأمريكية سيكرتاريت بطابع بريدي بقيمة 33 سنتًا يحمل صورته. في عام 2005، ظهرت سيكرتاريت في برنامج من هو رقم 1؟ ‏ على قناة إي إس بي إن كلاسيك. في حلقة «أعظم العروض الرياضية»، كان اللاعب الوحيد غير البشري في القائمة، حيث احتلت مسيرته في بلمونت المرتبة الثانية بعد ويلت تشامبرلين صاحب الـ 100 نقطة. في 2 مايو 2007، تم إدخال سيكرتاريت إلى قاعة مشاهير كنتاكي الرياضية، مما يمثل المرة الأولى التي يحصل فيها حيوان على هذا التكريم. في عام 2013، تم إدخال سيكرتاريت إلى قاعة مشاهير سباقات الخيل الكندية تكريمًا لفوزه في السباق الدولي الكندي قبل 40 عامًا. كانت سيكرتاريت أيضًا محورًا لجزء من برنامج 60 دقيقة للرياضة في عام 2013. في مارس 2016، تم تصنيف فوز سيكرتاريت بالثلاثية في المرتبة 13 في قائمة مجلة سبورتس إلوستريتيد لأعظم 100 لحظة في تاريخ الرياضة.
بسبب الشعبية الدائمة التي اكتسبتها سيكرتاريت، ظلت تشينيري شخصية بارزة في عالم السباقات ومدافعة قوية عن رعاية الخيول الأصيلة والبحث البيطري حتى وفاتها في عام 2017. في عام 2004، تم افتتاح مركز علامة الصانع سيكرتاريت، المخصص لإعادة تأهيل خيول السباق السابقة ومطابقتها مع المنازل الجديدة، في حديقة كنتاكي للخيول. في عام 2010، قامت شركة تشينيري بتطوير جائزة «صوت الشعب» («Secretary Vox Populi»)، والتي يتم التصويت عليها من قبل مشجعي السباق. ويهدف هذا التكريم إلى تكريم «الحصان الذي حظي بشعبيته وتميزه في السباقات على أفضل وجه لدى الجمهور الأمريكي واكتسب اعترافًا بسباقات الخيول الأصيلة». إن مراعاة مشاركة مشجعي السباقات هو ما يميز جائزة صوت الشعب عن غيرها. كان أول من حصل على التكريم في عام 2010 هو زينياتا، حصان العام في ذلك العام، بينما ذهبت الجائزة الثانية إلى ريدوكس السريع، وهو متسابق سابق فاز بـ 22 سباقًا متتاليًا في مضامير سباق أصغر. حصل باينتر على الجائزة عام 2012 لمعركته مع التهاب الحافر، وهي نفس الحالة التي أدت إلى وفاة سيكرتاريت. وقال تشينيري: «تنبع شعبية باينتر من قدرته على القتال وتجاوز التوقعات، مما يجعله الخيار الأمثل لتلقي جائزة صوت الشعب لهذا العام». بعد أن رأيتُ بنفسي الآثار المدمرة لهذا المرض، ازداد اقتناعي بضرورة مواصلة هذا القطاع لمكافحة التهاب الحافر بجدية. ولا شك أن التقدم الذي أحرزناه حتى الآن قد أفاد باينتر، فهو مهر جميل يتمتع بروح معنوية هائلة.
كما قامت العديد من الولايات والمناطق بتكريم سيكرتاريت. وفقًا لشبكة إي إس بي إن، تم تسمية 263 طريقًا في الولايات المتحدة باسمه، أكثر من أي رياضي آخر. يعد سيكرتاريت درايف هو الخيار الأكثر شيوعًا. في إلينوي، تم إنشاء سيكرتاريت ستيكس في عام 1974 لتكريم ظهوره في أرلينجتون بارك في عام 1973. تكريمًا لتاريخ سباق الخيل في سيكرتاريت كنتاكي، تتضمن زي كرة القدم بجامعة كنتاكي مربعات زرقاء وبيضاء تذكرنا بحرير إسطبلات ميدو.
في ولاية فرجينيا، تم إدراج المرج، المزرعة التي ولد فيها، في السجل الوطني للأماكن التاريخية. وهي تُعرف الآن باسم منطقة ميدو التاريخية. في عام 2023، احتفلت هيئة الإذاعة الأسترالية في فرجينيا بالذكرى الخمسين لفوز سيكرتاريت بالثلاثية من خلال صنع بوربون فرع خشن سيكرتاريت احتياطي. تم تكريم سيكرتاريت عدة مرات من قبل الجمعية العامة لولاية فيرجينيا بإعلانات الذكرى السنوية للتاج الثلاثي. في عام 2023، تلقت مقاطعة كارولين إعلانًا من الجمعية العامة لتكريم الذكرى الخمسين لفوز سيكرتاريت القياسي بالثلاثية. تم إرجاع جميع المتسابقين في سباق كنتاكي ديربي لعام 2025 إلى نسل سيكرتاريت.

### التماثيل
في عام 1974، كلف بول ميلون جون سكيبينج بصنع تمثال برونزي، يُعرف أحيانًا باسم سيكرتاريت في الخطوة الكاملة. ظل التمثال بالحجم الطبيعي في وسط حلقة المشي في منتزه بلمونت حتى عام 1988 عندما تم استبداله بنسخة طبق الأصل. النسخة الأصلية موجودة الآن في المتحف الوطني للسباق وقاعة المشاهير.
تحتوي حديقة كنتاكي للخيول على تمثالين آخرين بالحجم الطبيعي للأميرة سيكرتاريت. الأول، الذي ابتكره جيم رينو في عام 1992، يظهر سيكرتاريت كأب أكبر سنًا، بينما الثاني، الذي أكمله إدوين بوجوكي في عام 2004، يظهره وهو يُقاد إلى دائرة الفائزين بعد كنتاكي ديربي.
في عام 2015، تم الكشف عن تمثال لسيكرتاريت ورون توركوت أثناء عبورهما خط النهاية في سباق بلمونت ستيكس في غراند فولز، نيو برونزويك، مسقط رأس توركوت.
في 12 أكتوبر 2019، تم الكشف عن نصب تذكاري جديد خلال مهرجان سيكرتاريت في كينلاند في ليكسينغتون. يُظهر التمثال البرونزي الذي يزيد حجمه عن حجم الإنسان مرتين ونصف، والذي صممته جوسلين راسل، سيكرتاريت وتوركوت وهما يفوزان بسباق كنتاكي ديربي. بعد المهرجان، تم نقله بشكل دائم إلى وسط دوار المرور عند طريق فرانكفورت القديم وطريق الإسكندرية. بدأت جولة تمثال مكرر من تصميم راسل في آشلاند، فيرجينيا في مارس 2023.

### الإعلام
كان مضمار تشيرتشل داونز في لويزفيل موقعًا لتصوير العديد من مشاهد السباق في فيلم سيكرتاريت لعام 2010. الفيلم من بطولة ديان لين في دور بيني تشينيري، وجون مالكوفيتش في دور لوسيان لورين، وأوتو ثوروارث في دور رون توركوت، وقد كتبه مايك ريتش، وأخرجه راندال والاس، وأنتجته شركة والت ديزني بيكتشرز.
تظهر نسخة خيالية من سيكرتاريت في المسلسل المتحرك بوجاك هورسمان، حيث تم تصويره على أنه حصان مجسم بصوت جون كراسينسكي. ظهرت سيكرتاريت أيضًا في العديد من حلقات عائلة سمبسون في هيئات مختلفة.

## إحصائيات السباق
| التاريخ        | العمر | المسافة*        | السباق                 | المسار      | الاحتمالات | الحقل | أنهى | الوفت              | الهامِش       | الفارس        | المرجع                  |
| -------------- | ----- | --------------- | ---------------------- | ----------- | ---------- | ----- | ---- | ------------------ | ------------ | ------------- | ----------------------- |
| 4 يوليو 1972   | 2     | 51⁄2 فرلنغ      | الوزن الخاص للعذراء    | أكويدكت     | 3.10       | 12    | 4    | 1:05               | (1⁄2) الطول  | بول فيليسيانو | [ 42 ] [ 177 ]          |
| 15 يوليو 1972  | 2     | 6 فرلنغ         | الوزن الخاص للعذراء    | أكويدكت     | 1.30       | 11    | 1    | 1:10 3⁄5           | 6 الطول      | بول فيليسيانو | [ 42 ] [ 177 ]          |
| 31 يوليو 1972  | 2     | 6 فرلنغ         | ألاونس                 | ساراتوجا    | 0.40       | 7     | 1    | 1:10 4⁄5           | 1⁄2 الطول    | رون توركوت    | [ 42 ] [ 177 ]          |
| 16 أغسطس 1972  | 2     | 6 فرلنغ         | سباقات سانفورد         | ساراتوجا    | 1.50       | 5     | 1    | 1:10               | 3 الطول      | رون توركوت    | [ 42 ] [ 177 ]          |
| 26 أغسطس 1972  | 2     | 61⁄2 فرلنغ      | سباقات مفعمة بالأمل    | ساراتوجا    | 0.30       | 9     | 1    | 1:16 1⁄5           | 5 الطول      | رون توركوت    | [ 42 ] [ 177 ]          |
| 16 سبتمبر 1972 | 2     | 61⁄2 فرلنغ      | حصص المستقبل           | بلمونت      | 0.20       | 7     | 1    | 1:16 2⁄5           | 13⁄4 الطول   | رون توركوت    | [ 42 ] [ 177 ]          |
| 14 أكتوبر 1972 | 2     | 1 ميل           | سباقات الشمبانيا       | بلمونت      | 0.70       | 12    | 2    | 1:35               | 2 الطول      | رون توركوت    | [ 42 ] [ 177 ]          |
| 28 أكتوبر 1972 | 2     | 1⁄16 ميل        | لوريل فيوتشريتي        | لوريل       | 0.10       | 6     | 1    | 1:42 4⁄5           | 8 الطول      | رون توركوت    | [ 42 ] [ 177 ]          |
| 18 نوفمبر 1972 | 2     | 1⁄16 ميل        | جاردن ستيت             | جاردن ستيت  | 0.10       | 6     | 1    | 1:44 2⁄5           | 31⁄2 الطول   | رون توركوت    | [ 177 ] [ 178 ]         |
| 17 مارس 1973   | 3     | 7 فرلنغ         | سباقات باي شور         | أكويدكت     | 0.20       | 6     | 1    | 1:23 1⁄5           | 41⁄2 الطول   | رون توركوت    | [ 177 ] [ 178 ]         |
| 7 أبريل 1973   | 3     | 1 ميل           | سباقات جوثام           | أكويدكت     | 0.10       | 6     | 1    | 1:33 2⁄5           | 3 الطول      | رون توركوت    | [ 177 ] [ 178 ]         |
| 21 أبريل 1973  | 3     | 1⁄8 ميل         | نصب تذكاري خشبي        | أكويدكت     | 0.30       | 8     | 3    | 1:49 4⁄5           | (4) الطول    | رون توركوت    | [ 177 ] [ 178 ]         |
| 5 مايو 1973    | 3     | 1⁄4 ميل         | كنتاكي ديربي           | تشرشل داونز | 1.50       | 13    | 1    | 1:59 2⁄5           | 21⁄2 الطول   | رون توركوت    | [ 70 ] [ 177 ] [ 179 ]  |
| 19 مايو 1973   | 3     | 13⁄16 ميل       | بريكنيس ستيكس          | بيمليكو     | 0.30       | 6     | 1    | 1:53، not 1:54 2⁄5 | 21⁄2 الطول   | رون توركوت    | [ 70 ] [ 177 ] [ 180 ]  |
| 9 يونيو 1973   | 3     | 1⁄2 ميل         | بلمونت ستيكس           | بلمونت      | 0.10       | 5     | 1    | 2:24               | 31 الطول     | رون توركوت    | [ 70 ] [ 177 ] [ 181 ]  |
| 30 يونيو 1973  | 3     | 1⁄8 ميل         | بطولة أرلينغتون للدعوة | أرلينغتون   | 0.05       | 4     | 1    | 1:47               | 9 الطول      | رون توركوت    | [ 177 ] [ 178 ]         |
| 4 أغسطس 1973   | 3     | 1⁄8 ميل         | ويتني ستيكس            | ساراتوجا    | 0.10       | 5     | 2    | 1:49 1⁄5           | (1) الطول    | رون توركوت    | [ 177 ] [ 178 ]         |
| 15 سبتمبر 1973 | 3     | 1⁄8 ميل         | كأس مارلبورو           | بلمونت      | 0.40       | 7     | 1    | 1:45 2⁄5           | 31⁄2 الطول   | رون توركوت    | [ 70 ] [ 177 ]          |
| 29 سبتمبر 1973 | 3     | 1⁄2 ميل         | وودوارد ستيكس          | بلمونت      | 0.30       | 5     | 2    | 2:25 4⁄5           | (41⁄2) الطول | رون توركوت    | [ 177 ] [ 178 ]         |
| 8 أكتوبر 1973  | 3     | 1⁄2 ميل نجيلية  | سباقات مان أو وار      | بلمونت      | 0.50       | 7     | 1    | 2:24 4⁄5           | 5 الطول      | رون توركوت    | [ 177 ] [ 178 ]         |
| 28 أكتوبر 1973 | 3     | 15⁄8 ميل نجيلية | الكندي الدولي          | وودباين     | 0.20       | 12    | 1    | 2:41 4⁄5           | 61⁄2 الطول   | إدي مابل      | [ 109 ] [ 177 ] [ 178 ] |

| الفرلنغ | الأميال | الأمتار |
| ------- | ------- | ------- |
| 51⁄2    | 11⁄16   | 1,106   |
| 6       | 3⁄4     | 1,207   |
| 61⁄2    | 13⁄16   | 1،308   |
| 7       | 7⁄8     | 1,408   |
| 8       | 1       | 1,609   |
| 81⁄2    | 1⁄16    | 1,710   |
| 9       | 1⁄8     | 1,811   |
| 91⁄2    | 13⁄16   | 1,911   |
| 10      | 1⁄4     | 2,012   |
| 12      | 1⁄2     | 2,414   |
| 13      | 15⁄8    | 2,615   |

| العام   | العمر   | بدأ | فاز (الأول) | مكان (الثاني) | عرض (الثالث) | الأرباح (دولار أمريكي) |
| ------- | ------- | --- | ----------- | ------------- | ------------ | ---------------------- |
| 1972    | 2       | 9   | 7           | 1             | —            | 456،404                |
| 1973    | 3       | 12  | 9           | 2             | 1            | 860،404                |
| المجموع | المجموع | 21  | 16          | 3             | 1            | 1،316،808              |

كانت أرباح سيكرتاريت في عام 1973، في ذلك الوقت، رقمًا قياسيًا لموسم واحد.

## شجرة النسب
كان سيكرتاريت من نسل بولد رولير، الذي تصدر قائمة آباء الخيول في أمريكا الشمالية ثماني مرات، أكثر من أي فحل آخر في القرن العشرين. كما تصدر قائمة الآباء الصغار (عمر عامين) ست مرات وهو رقم قياسي. قبل فوز سيكرتاريت بالثلاثية، كان يتم تصنيف بولد رولير في كثير من الأحيان على أنه والد للخيول الصغيرة المبكرة النضج التي تفتقر إلى القدرة على التحمل أو لا تتدرب بعد سن الثانية. ومع ذلك، حتى قبل سيكرتاريت، كان بولد رولير قد أنجب 11 فائزًا في سباقات على مسافة 10 فرلنغ أو أكثر. في النهاية، يمكن إرجاع سبعة من الفائزين العشرة بسباق كنتاكي ديربي في سبعينيات القرن العشرين مباشرة إلى بولد رولير في خطوط ذيلهم ذكر الذيل، بما في ذلك سيكرتاريت والفائز الآخر بالثلاثية سياتل سليو.
كانت أم سيكرتاريت هي سمثينجرويال، فرس التربية لهذا العام في كنتاكي ‏ عام 1973. على الرغم من أن سمثينجرويال لم تحصل على مكان في بدايتها الوحيدة، إلا أنها كانت تتمتع بنسب ممتاز. كان والدها برينسيكيلو هو والد الفرس الأم الرائد من عام 1966 إلى عام 1970 وكان معروفًا بأنه مصدر للقدرة على التحمل والصحة. كانت أمها إمبيرتريس فائزة بالرهانات، وقد اشتراها كريستوفر تشينيري في عملية بيع في عام 1947 مقابل 30 ألف دولار. أنتجت إمبيرتريس العديد من الفائزين بالرهانات ومنتجي الرهانات للمرج. قبل ولادة سيكرتاريت في سن 18 عامًا، أنتجت سمثينجرويال بالفعل ثلاثة فائزين بالسباقات: السير جايلورد والعائلة الأولى والبحر السوري، والأخيرة أخت كاملة لسيكرتاريت. أصبح السير جايلورد أبًا مهمًا، وكان من نسله الفائز بسباق إبسوم ديربي السير إيفور.
يتحدث المربون عن الـ«نيكينغ» الذي يحدث عندما ينتج الأب أو الجد ذرية أفضل بكثير من بنات أب معين مقارنة بالأفراس من سلالات أخرى. يعتبر تربية بولد رولار مع سمثينجرويال مثالاً على اللقب الشهير بين والد بولد رولار، نصر الله، وبنات برينسيكيلو. كان الهدف هو تحقيق التوازن بين السرعة والذكاء والمزاج الناري الذي توفره سلالة نصر الله مع قدرة برينسيكيلو على التحمل وسلامته ومزاجه المعقول.
| الأب بولد رولار dkb/br. 1954 | نصر الله ولد 1940      | نيركو ولد 1932 | فاروس                 |
| الأب بولد رولار dkb/br. 1954 | نصر الله ولد 1940      | نيركو ولد 1932 | نوغارا                |
| الأب بولد رولار dkb/br. 1954 | نصر الله ولد 1940      | ممتاز بيجوم    | بلينهايم              |
| الأب بولد رولار dkb/br. 1954 | نصر الله ولد 1940      | ممتاز بيجوم    | ممتاز محل             |
| الأب بولد رولار dkb/br. 1954 | ميس ديسكو ولد 1944     | ديسكفري        | ديسبلاي               |
| الأب بولد رولار dkb/br. 1954 | ميس ديسكو ولد 1944     | ديسكفري        | أريادن                |
| الأب بولد رولار dkb/br. 1954 | ميس ديسكو ولد 1944     | أوت دون        | بومبي                 |
| الأب بولد رولار dkb/br. 1954 | ميس ديسكو ولد 1944     | أوت دون        | سويب أوت              |
| الأم سمثينجرويال ولدت 1952   | برينسيكيلو ولد 1940    | الأمير روز     | الأمير الوردي         |
| الأم سمثينجرويال ولدت 1952   | برينسيكيلو ولد 1940    | الأمير روز     | الكسل                 |
| الأم سمثينجرويال ولدت 1952   | برينسيكيلو ولد 1940    | كوسكويلا       | بباريس                |
| الأم سمثينجرويال ولدت 1952   | برينسيكيلو ولد 1940    | كوسكويلا       | كويك ثاوت             |
| الأم سمثينجرويال ولدت 1952   | إمبيرتريس dkb/br. 1938 | كاروسو         | بوليميليان            |
| الأم سمثينجرويال ولدت 1952   | إمبيرتريس dkb/br. 1938 | كاروسو         | سويت ميوزك            |
| الأم سمثينجرويال ولدت 1952   | إمبيرتريس dkb/br. 1938 | سينكويباس      | برعم بني              |
| الأم سمثينجرويال ولدت 1952   | إمبيرتريس dkb/br. 1938 | سينكويباس      | التعيين (العائلة 2-س) |

## الملاحظات
1. ↑  مان أو وار، مثل سيكرتاريت، باسم «بيج ريد».[14] اقتبس إدوارد ل. بوين القصيدة في مقالة «الانضمام إلى العمالقة» في مجلة ذا بلود هورس [الإنجليزية] حول فوز سيكرتاريت في بلمونت. أضاف كاتب المقال تذييلًا للقصيدة، «لعلّ الانتظار قد انتهى»، في إشارة إلى سيكرتاريت.[13] انضم كاتب القصيدة، جو إستس، إلى مجلة ذا بلود هورس عام 1930 وأصبح رئيس تحريرها.[15]
2. ↑  «المشاركة» أو «المشاركة المزدوجة» هي عندما تُجمع عدة خيول لنفس المالك أو المدرب لأغراض المراهنة. يُصرف الرهان على المشاركة في حال فوز أيٍّ من الخيول.[56]
3. ↑  اكتُشف لاحقًا أن شام كان يعاني من كسر شعري في عظمة المدفع الأمامية اليمنى، مما أنهى مسيرته في السباق.[78]
4. ↑  كان سباق سانفورد هو السباق الوحيد في مسيرته الذي لم يكن فيه سكرتارية هو المرشح المفضل للمراهنة[42][177]
5. ↑  احتل المركز الأول، وتم استبعاده إلى المركز الثاني
6. ↑  سجل حافل بالمساواة
7. ↑  رقم قياسي جديد
8. ↑  كان هذا هو الوقت الرسمي حتى تمت إعادة النظر فيه في عام 2012 عندما تم تعديله إلى 1:53، وهو رقم قياسي (انظر القسم أعلاه للحصول على التفاصيل)
9. ↑  رقم قياسي جديد. رقم قياسي أمريكي على التراب.[81] على الرغم من أن هذا لم يُذكر على الرسم البياني
10. ↑  ثم سجل رقمًا قياسيًا عالميًا على التراب. ولا يزال قائمًا كرقم قياسي للمضمار.[182]
11. ↑  ثم سجل الدورة

## وصلات خارجية
- مرج سيكرتاريت: موطن الأحمر الكبير!
- الموقع الرسمي للأمانة العامة
- أفضل 100 لحظة في الرياضة من مجلة مجلة سبورتس إلوستريتيد - فيديو قصير عن التاج الثلاثي لسيكرتاريت (الرقم 13 في القائمة)
- صور كلاسيكية للأمانة العامة من مجلة سبورتس إليستريتد
- إي إس بي إن القرن الرياضي – #35 – سيكرتاريت
- كنتاكي Derby.com – سيكرتاريت – 1973
- ''قلب نقي: الحياة المثيرة والموت العاطفي للأمانة''
- إي إس بي إن كلاسيك – قصة عن بلمونت عام 1973 – 19 نوفمبر 2003